# Ministero degli affari esteri (Polonia)
Il Ministero degli affari esteri (in polacco: Ministerstwo Spraw Zagranicznych) è il dicastero del Governo della Polonia incaricato di mantenere le relazioni internazionali della Polonia e di coordinare la sua partecipazione a organizzazioni politiche sovranazionali internazionali e regionali, nonché all'Unione europea e alle Nazioni Unite. Il capo del ministero occupa un posto nel Consiglio dei ministri.

## Responsabilità
Il Ministero degli affari esteri è responsabile principalmente del mantenimento di buone relazioni amichevoli tra la Repubblica Polacca e altri stati. In tal modo agisce principalmente come rappresentante del popolo polacco. A tal fine tutte le missioni diplomatiche polacche in tutto il mondo sono subordinate al Ministero degli Affari Esteri. Gli ambasciatori, mentre ricevono le loro credenziali dal Presidente della Polonia, sono dipendenti del Ministero degli Esteri e sono raccomandati al Presidente per i loro incarichi dal Ministro degli Affari Esteri. Il ministero è considerato uno dei più importanti della Polonia, con il ministro degli affari esteri che si classifica tra le persone più influenti nella politica polacca.

## Storia
Il Ministero degli affari esteri fu fondato per la prima volta, con Leon Wasilewski come segretario, sotto l'autorità del Consiglio di Reggenza quando la Polonia riguadagnò (anche se solo con il nome) la sua indipendenza dalle forze tedesche occupanti durante la prima guerra mondiale. Tuttavia, il ministero ha iniziato a svolgere i suoi compiti assegnatili solo dopo la caduta del Consiglio di Reggenza, con l'adozione del trattato di Versailles e l'ascesa al potere di Józef Piłsudski. Il ministero fu quindi, fino al 1939, situato nel centro di Varsavia, con sede nel Palazzo Brühl in piazza Piłsudski.
Durante la seconda guerra mondiale, il ministero fu evacuato, insieme al resto del governo polacco, prima in Francia e poi in seguito a Londra, dove formò parte del governo polacco in esilio. Durante questo periodo il conte Edward Raczyński, un uomo che in seguito divenne presidente del governo in esilio, fu il ministro responsabile. Dopo il 1945, quando la maggior parte dei paesi cominciò a concedere regimi di rappresentanza diplomatica al nuovo governo comunista di Varsavia, a spese del governo in esilio, le autorità della nuova Repubblica Popolare di Polonia rifondarono il ministero e nominarono, come Primo ministro, Edward Osóbka-Morawski.
Dal 1989 e con l'istituzione della Terza Repubblica, il ministero e il suo staff sono stati collocati in un complesso di edifici su Aleje Szucha nel centro di Varsavia, non lontano dalla Cancelleria del Primo ministro. L'attuale ministro degli esteri è Zbigniew Rau.

## Struttura organizzativa
Il ministero comprende il Gabinetto politico del Ministro e le seguenti unità organizzative
- Dipartimento dell'Africa e del Medio Oriente
- Dipartimento d'America
- Dipartimento dell'Asia e del Pacifico
- Dipartimento della diplomazia pubblica e culturale
- Dipartimento economico dell'Unione europea
- Dipartimento del comitato per gli affari europei
- Dipartimento consolare
- Dipartimento delle Nazioni Unite e dei diritti umani
- Dipartimento della politica di sicurezza
- Dipartimento delle politiche europee
- Dipartimento legale e dei trattati
- Dipartimento di diritto dell'Unione europea
- Dipartimento per le controversie dinanzi agli organismi internazionali per la protezione dei diritti umani
- Dipartimento per la politica estera
- Dipartimento orientale
- Dipartimento di cooperazione economica
- Dipartimento di cooperazione allo sviluppo
- Dipartimento di cooperazione con la diaspora polacca e i polacchi all'estero
- Ufficio amministrativo
- Ufficio di gestione archivi e informazioni
- Ufficio del direttore generale
- Ufficio del direttore politico
- Ufficio finanziario
- Ufficio di tecnologia dell'informazione e telecomunicazioni
- Ufficio Infrastrutture
- Ufficio Controllo e Audit
- Ufficio per la protezione delle informazioni classificate
- Ufficio del portavoce del ministero degli Esteri
- Ufficio degli affari personali
- Accademia diplomatica del Ministero degli affari esteri
- Ispettorato del servizio estero
- Protocollo diplomatico
- Segreteria del Ministro
- posizione indipendente - Direttore politico
- posizione indipendente - Portavoce del ministero degli Esteri.

Unità organizzative subordinate al ministro:
- Missioni diplomatiche
- Rappresentanze permanenti presso organizzazioni internazionali
- Uffici consolari
- Uffici consolari presieduti da consoli onorari
- Istituti polacchi e centri di cultura polacca
- Altre unità organizzative

Unità organizzative sotto la supervisione del ministro:
- Istituto polacco per gli affari internazionali